# CONCACAF Nations League
Die CONCACAF Nations League ist ein vom Fußballverband CONCACAF organisiertes Fußballturnier zwischen Nationalmannschaften der Männer. Die erste Austragung fand in der Spielzeit 2019–21 statt. An dem Turnier nahmen alle 41 Mitgliedsverbände der CONCACAF teil.

## Geschichte
Erstmals vorgestellt wurde die Idee für eine CONCACAF Nations League beim XXXII. Ordentlichen CONCACAF-Kongress in Oranjestad auf Aruba am 8. April 2016. Beschlossen wurde die Nations League am 16. November 2017. Victor Montagliani, Präsident der CONCACAF, erklärte, der Zweck des Wettbewerbs bestehe darin, den Nationalmannschaften der CONCACAF die Möglichkeit zu regelmäßigen internationalen Spielen zu geben. Einige Mannschaften würden innerhalb von vier Jahren weniger als 10 Spiele absolvieren. Um die Entwicklung des Sports in diesen Ländern zu unterstützen, brauche es mehr wettbewerbsfähige Spiele.
Im Zuge der Nations League wurde von der CONCACAF eine neue Rangliste für Nationalmannschaften mit dem Namen CONCACAF Ranking Index eingeführt. Sie bezieht alle Ergebnisse der Mannschaften ab 1990 mit ein, gewichtet aber die Ergebnisse der letzten vier Jahre höher.
Für die Austragung wurden die Termine genutzt, die bisher für Freundschaftsspiele vorgesehen waren. So gibt es keine Konflikte mit der Weltmeisterschaft oder dem Gold Cup. Im Vorfeld der ersten Austragung der CONCACAF Nations League gab es von September 2018 bis März 2019 ein Qualifikationsturnier. Die Gruppenphase wurde dann von September bis November 2019 ausgetragen. Im Juni 2021 fand das Final Four zur Bestimmung des Siegers statt.

## Modus
Für die erste Austragung des Wettbewerbs wurde ein Qualifikationsturnier veranstaltet. Die sechs Teilnehmer der fünften Qualifikationsrunde zur WM 2018, wurden ohne Qualifikation automatisch in Liga A gesetzt. Die Guatemaltekische Fußballnationalmannschaft nahm wegen einer Suspendierung durch die FIFA an der Qualifikation nicht teil und wurde nach der Aufhebung der Suspendierung automatisch der Liga C zugeordnet. Die restlichen 34 Mitgliedsverbände mussten durch eine Qualifikation. Die besten 6 Teams qualifizierten sich ebenfalls für Liga A, die nächsten 16 für Liga B und die restlichen 12 für Liga C.
Die Nations League wird in drei Ligen (A, B und C) eingeteilt. Jede Liga wird in vier Gruppen mit jeweils drei oder vier Nationalmannschaften unterteilt. Liga A setzt sich aus vier Dreiergruppen, Liga B aus vier Vierergruppen und Liga C aus einer Vierergruppe und drei Dreiergruppen zusammen. Die Mannschaften treten in Hin- und Rückspiel gegeneinander an, so dass jeweils vier oder sechs Partien zu bestreiten sind. In den Ligen wird um den Auf- und Abstieg gespielt, wobei Liga A die höchste und Liga C die niedrigste ist. Die acht Gruppenletzten der Ligen A und B steigen ab, die acht Gruppensieger der Ligen B und C auf. Die vier Gruppensieger in Liga A ermitteln dann in einer Finalrunde den Sieger. Dort gibt es zwei Halbfinals, das Spiel um Platz 3 sowie ein Finale.
Des Weiteren qualifizieren sich die 16 besten Nationalmannschaften für den folgenden Gold Cup.

## Die Turniere (Final Four) im Überblick
| 2019–21 | Vereinigte Staaten | Vereinigte Staaten | 3:2 n. V. | Mexiko | Honduras | 2:2 5:4 i. E. | Costa Rica         |
| 2022/23 | Vereinigte Staaten | Vereinigte Staaten | 2:0       | Kanada | Mexiko   | 1:0           | Panama             |
| 2023/24 | Vereinigte Staaten | Vereinigte Staaten | 2:0       | Mexiko | Jamaika  | 1:0           | Panama             |
| 2024/25 | Vereinigte Staaten | Mexiko             | 2:1       | Panama | Kanada   | 2:1           | Vereinigte Staaten |
| 2026/27 | Vereinigte Staaten |                    |           |        |          |               |                    |

## Statistik

### Rangliste
| Rang                  | Land               | Titel | Jahr(e)          | 2. Platz | 3. Platz | 4. Platz |   | Finale | Halbfinale |
| --------------------- | ------------------ | ----- | ---------------- | -------- | -------- | -------- | - | ------ | ---------- |
| 01                    | Vereinigte Staaten | 3     | 2021, 2023, 2024 |          |          | 1        | 3 | 4      |            |
| 02                    | Mexiko             | 1     | 2025             | 2        | 1        |          | 3 | 4      |            |
| 03                    | Kanada             |       |                  | 1        | 1        |          | 1 | 2      |            |
| 04                    | Panama             |       |                  | 1        |          | 2        | 1 | 3      |            |
| 04                    | Honduras           |       |                  |          | 1        |          |   | 1      |            |
| 04                    | Jamaika            |       |                  |          | 1        |          |   | 1      |            |
| 04                    | Costa Rica         |       |                  |          |          | 1        |   | 1      |            |
| Jeweilige Rekordmarke |                    |       |                  |          |          |          |   |        |            |

### Auszeichnungen
| Saison  | Bester Spieler    | Bester Torschütze          | Bester Torhüter | Fair-Play-Sieger |
| ------- | ----------------- | -------------------------- | --------------- | ---------------- |
| 2019–21 | Weston McKennie   | Gleofilo Vlijter (10 Tore) | Luis López      | Barbados         |
| 2022/23 | Christian Pulisic | Gerwin Lake (8 Tore)       | Matt Turner     | Panama           |
| 2023/24 | Giovanni Reyna    | Axel Raga (8 Tore)         | Matt Turner     | Panama           |
| 2024/25 | Raúl Jiménez      | Dorny Romero (10 Tore)     | Luis Malagón    | Panama           |